# Melville (Louisiana)
Melville és una població dels Estats Units a l'estat de Louisiana. Segons el cens del 2000 tenia 1.376 habitants.

## Demografia
Segons el cens del 2000, Melville tenia 1.376 habitants, 542 habitatges, i 363 famílies. La densitat de població era de 425 habitants/km².
Dels 542 habitatges en un 32,3% hi vivien nens de menys de 18 anys, en un 40,6% hi vivien parelles casades, en un 20,8% dones solteres, i en un 33% no eren unitats familiars. En el 31% dels habitatges hi vivien persones soles el 15,3% de les quals corresponia a persones de 65 anys o més que vivien soles. El nombre mitjà de persones vivint en cada habitatge era de 2,54 i el nombre mitjà de persones que vivien en cada família era de 3,17.
Per edats la població es repartia de la següent manera: un 29,9% tenia menys de 18 anys, un 8,9% entre 18 i 24, un 24,3% entre 25 i 44, un 23,2% de 45 a 60 i un 13,7% 65 anys o més.
L'edat mediana era de 35 anys. Per cada 100 dones de 18 o més anys hi havia 76,2 homes.
La renda mediana per habitatge era de 18.487 $ i la renda mediana per família de 20.625 $. Els homes tenien una renda mediana de 22.083 $ mentre que les dones 15.833 $. La renda per capita de la població era de 8.881 $. Entorn del 35,6% de les famílies i el 40,1% de la població estaven per davall del llindar de pobresa.

## Poblacions més properes
El següent diagrama mostra les poblacions més properes.